# SN 2011al
SN 2011al – supernowa typu Ia odkryta 5 lutego 2011 roku w galaktyce A102656+1829. W momencie odkrycia miała maksymalną jasność 18,70m.